# Херсковиц, Мелвилл Джин
Ме́лвилл Джин Хе́рсковиц (Melville Jean Herskovits; 10 сентября 1895 года, Белфонтин, штат Огайо — 25 февраля 1963 года, Эванстон, Иллинойс) — американский этнограф, антрополог, один из основателей африканистики и изучения афроамериканцев в США.

## Биография
М. Херсковиц первое образование получает в Чикагском университете (1920), после окончания которого, в 1924 году заканчивает Колумбийский университет, где получает звание магистра философии, там же потом преподаёт антропологию. В Колумбийском университете его учителем будет Франц Боас. В 1927 году он становится преподавателем в Северо-западном университете, где в 1938 году создаётся кафедра антропологии (этнографии).
В 1948 году М. Херсковиц становится первым основателем изучения африканистики, на что получает трёхлетние (от Фонда Карнеги) и, позже, пятилетние (от Фонда Форда) гранты, основной целью которых становится изучение африканских народов и их жизни.

Важным является позиция учёного, направленная против расизма: 
Херсковиц был непримиримым противником расизма. Вошел в состав созданного в США в 1930 году комитета в составе трех наиболее авторитетных социологов и антропологов, координировавшего и направлявшего исследования по аккультурации. Херсковиц участвовал в составлении меморандумов 1935 году и 1936 году, в которых было дано общее определение понятия и сформулированы приоритеты в изучении этого процесса в США.
М. Херсковиц считается одним из основателей культурного релятивизма.
С. А. Токарев пишет о М. Херсковице: 
Этот видный деятель науки, учившийся у Боаса и Гольденвейзера, начал свою научную деятельность как специалист по физической антропологии и по расоведению. От соматической антропологии он перешел к «социальной антропологии» и исследовал социальный аспект расовой проблемы… Сразу же видно здоровое, прогрессивное ядро этой теории. Уважение к культуре каждого народа, хотя бы; считаемого отсталым, внимательное и осторожное отношение к народам — создателям каждой такой культуры, отказ от высокомерного самовозвеличения европейцев и американцев как носителей якобы абсолютных культурных ценностей и непогрешимых судей в этих вопросах — все это несомненно здравые научные идеи, заслуживающие самого серьезного внимания.